# Francisco Garrafa
Francisco Garrafa, o Garaffa, fue un pintor napolitano activo en Madrid donde se le documenta entre 1664 y 1672.
Poco se conoce de su biografía y ninguna de sus obras ha sido identificada. Algunos datos biográficos se obtienen del poder para testar que, estando sano, firmó junto con su esposa en Madrid el 11 de agosto de 1672. Hijo legítimo de Juan de Uceda y de Lucrecia Garrafa, ambos naturales de Nápoles donde también él había nacido, estaba casado con Magdalena María de Leiva, natural de Toledo, hija del licenciado Francisco Farfán de Leiva, de las montañas de Burgos, y de la granadina Leonor de Villegas, y eran padres de dos hijos: Ignacio Antonio, de doce años, caballero del hábito de San Juan, y Bárbara María, de cinco. Anteriormente, el 24 de mayo de 1664 había firmado el inventario y tasación de las pinturas que fueron propiedad de Luisa de Sandoval, duquesa de Medina de Rioseco y viuda del almirante de Castilla Juan Alfonso Enríquez de Cabrera, colección formada por unas doscientas piezas entre pinturas y láminas en su mayoría de asunto religioso y muy pocas identificadas por el nombre de su autor, pero dos de ellas atribuidas a Rafael Sanzio y otra a José de Ribera.
Más noticias proporciona el diario del conde Francisco Eusebio de Pötting, embajador del emperador Leopoldo I en Madrid. Es posible que el diplomático compartiera los gustos pictóricos del emperador, quien a los pintores españoles no concedía ningún mérito artístico, y estuvo de acuerdo en elogiar a su pintor de cámara, el belga Gerard von Schloss o Gerard du Chateau, pintor hoy casi enteramente desconocido, enviado por Leopoldo a Madrid en agosto de 1665 para retratar a su prometida.
Los elogios a Schloss contrastan con el silencio en torno a los pintores locales en el diario del embajador, solo roto cuando el 1 de agosto de 1667 se hizo retratar «del pintor neapolitano Garaffa», según la escueta anotación de ese día. El 6 de septiembre el retrato estaba acabado «con gran primor», decía, por lo que muy satisfecho le hizo pagar cincuenta reales de a ocho. A partir de ese momento Pötting recurrió a Garrafa con asiduidad para sus retratos familiares tanto como para la copia de los retratos de carácter oficial. Así, el 7 de diciembre de 1667, según anotó en su diario, hizo copiar a Garrafa, para conservarlo él, el retrato de la reina Mariana de Austria de cuerpo entero que la propia reina le había hecho llegar, pintado «por su Pintor y Ayuda de Cámara don Sebastián de Herrera [...] para que le compusiesse y le llevasse consigo el conde de Lambergh al Emperador, mi Señor». El 26 de marzo de 1668 le encargó un retrato de su hija, niña de diez años, «para enviar el retrato [...] a mi señora la Prinçesa, su abuela», y el 18 de diciembre de 1668 le mandó copiar los retratos también de cuerpo entero del emperador y de Margarita, su esposa, llegados de Alemania el día 6 y entregados por él ese mismo día a la reina, para quien eran los originales, copias que el embajador cesáreo quería para disponer de los retratos de sus señores debajo del dosel de su habitación. Todavía le compró otro retrato de la reina el 1 de octubre de 1671, en esta ocasión al parecer original y sin mediar encargo previo, «esquisito y enteramente parecido», pagándole por él 10 doblones.
Según una anotación del diario del conde Ferdinand Bonaventura von Harrach, es probable que Garrafa trabajase también para Gaspar de Haro. Buen aficionado a la pintura y sucesor de Pötting al frente de la embajada imperial en Madrid, Harrach visitó el 4 de marzo de 1674 el palacio que el marqués de Heliche tenía en el Paseo del Prado y que había hecho decorar con copias al óleo en las paredes de obras Tiziano, Rafael y otros maestros, incluidos sus marcos, en los que habrían trabajado distintos pintores de los que el embajador mencionaba únicamente a un Carafa.